# Федосова, Юлия
Юлия Федосова (фр. Youlia Fedossova; род. 1 июля 1988, Новосибирск, СССР) — профессиональная теннисистка, представлявшая Францию с 2001 по 2011 годы.

## Биография
Юлия Федосова родилась 1 июля 1988 года в Новосибирске. Переехала во Францию в возрасте трёх лет, а в возрасте 8 лет родители привели её в теннис.

## Карьера
За свою карьеру она выиграла четыре титула в парном разряде на турнирах серии ITF. 13 августа 2007 года она достигла своего лучшего результата в одиночном разряде, переместившись в мировом рейтинге на 107 место. 26 июля 2010 года она достигла пика в № 171 в парном рейтинге.
В турнире WTA в Токио выбила из сетки турнира одного из фаворитов, японку Акико Моригами.
На Открытом чемпионате США по теннису 2006 года она смогла обыграть Анабель Медину Гарригес в первом раунде (6-2, 6-1). На Открытом чемпионате Австралии по теннису 2007 года она также достигла второго круга в одиночном разряде .
В мае 2007 года Федосова не смогла пробиться в 1/4 финала турнира в Grand Prix de SAR La Princesse Lalla Meryem (Фес), уступив Марии — Эмилии Салерни из Аргентины (7:5, 3:6, 3:6).
Она участвовала в Открытом чемпионате Франции в одиночном разряде в 2005, 2006, 2007, 2008 и парном в 2005, 2006, 2007, 2008, 2010 годах.
Завершила карьеру в 2011 году.

## Примечание
1. 1 2 3 4  сайт WTA
2. ↑  Youlia Fedossova (фр.). L'Internaute – Les espoirs du tennis français. Benchmark Group. Дата обращения: 17 апреля 2017. Архивировано 2 апреля 2016 года.
3. ↑  Youlia Fedossova (англ.). WTA. Дата обращения: 17 апреля 2017.
4. ↑  Теннис. Токио. Федосова выбила вторую ракетку турнира. РБК. Дата обращения: 11 апреля 2020. Архивировано 11 апреля 2020 года.
5. ↑  Теннис. Фес. Федосова зачехлила ракетку. РБК. Дата обращения: 11 апреля 2020. Архивировано 11 апреля 2020 года.